# Sara Aaboe Kallestrup
Sara Aaboe Kallestrup (født 19. april 2007 i Viborg) er en cykelrytter fra Danmark, der kører for MTB Randers.